# Oddný Guðmundsdóttir
Oddný Guðmundsdóttir (* 15. Februar 1908 auf dem Hof Hóll; † 1985) war eine isländische Schriftstellerin.

## Leben
Oddný wurde auf dem Hof Hóll im äußersten Nordosten Islands geboren. Sie besuchte die Realschule in Akureyri und schloss sie 1929 ab. Weitere Ausbildungen genoss sie in Schweden, der Schweiz und Dänemark. Sie war dann in Island als Lehrerin tätig und unterrichtete als letzte Wanderlehrerin Islands Kinder in abgelegenen Regionen des Landes. Später lebte sie auf dem Hof Ingimarsstaðir im Nordosten Islands.
Ab 1943 veröffentlichte sie mehrere Romane. Darüber hinaus verfasste sie auch Erzählungen und Hörspiele.